# Циґани (Поморське воєводство)
Циґани (пол. Cygany, нім. Zigahnen) — село в Польщі, у гміні Ґардея Квідзинського повіту Поморського воєводства.
Населення — 493 особи (2011).
У 1975-1998 роках село належало до Ельблонзького воєводства.

## Демографія
Демографічна структура станом на 31 березня 2011 року:
|          | Загалом | Допрацездатний вік | Працездатний вік | Постпрацездатний вік |
| -------- | ------- | ------------------ | ---------------- | -------------------- |
| Чоловіки | 255     | 72                 | 165              | 18                   |
| Жінки    | 238     | 53                 | 148              | 37                   |
| Разом    | 493     | 125                | 313              | 55                   |